# Protoleptops heinrichi
Protoleptops heinrichi là một loài tò vò trong họ Ichneumonidae.